# Bagadoù stourm
 (juillet 2025).
Si vous disposez d'ouvrages ou d'articles de référence ou si vous connaissez des sites web de qualité traitant du thème abordé ici, merci de compléter l'article en donnant les références utiles à sa vérifiabilité et en les liant à la section « Notes et références ».
Pour les articles homonymes, voir Bagadoù et Stourm.
Bagadoù Stourm (en français : troupes de combat), brièvement appelés Strolladoù Stourm (groupes de combat), est la milice du Parti national breton.

## Histoire

### Création
Les Bagadoù Stourm sont créés début 1941 par Yann Goulet, qui cherche alors à encadrer les jeunes de son parti tout en contrant les actions de Célestin Lainé qui cherche à les recruter pour sa Lu Brezhon.

« Avec ses rites, ses pratiques et ses symboles (noyau commun à tous les partis fascistes) le service d’ordre du PNB ne diffère pas fondamentalement de ceux de mouvements comme le PPF ou le Parti franciste de Marcel Bucard. Par leur décorum, calqué sur la liturgie nazie, les congrès du PNB se donnent des allures de mini-Nuremberg, effets de masse en moins. Le culte du chef y est de règle, bien que Raymond Delaporte soit vraiment peu charismatique. C’est précédé d’un sonneur que le chef fait son entrée au congrès, les Bagadoù Stourm formant la clique. À part la cravate qui est blanche, l’uniforme des miliciens, de la chemise aux bottes, est noir. Un brassard orné d’un triskell et un calot noir d’où pendent deux rubans à l’écossaise donnent une couleur celtique à l’ensemble. Le salut se fait à l’hitlérienne et les jeunes au garde-à-vous forment une haie d’honneur. »

### Changement de direction

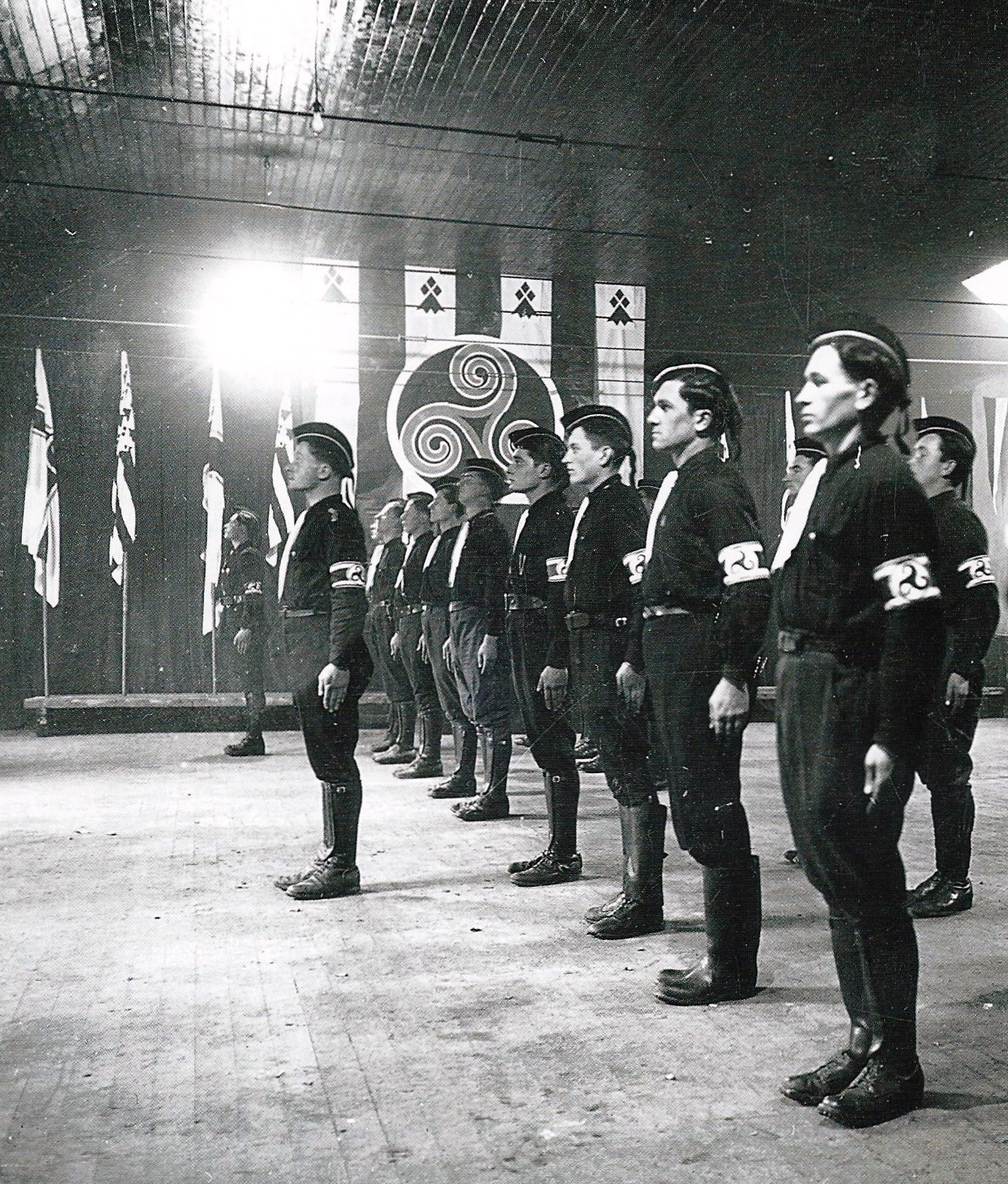
Membres des Bagadoù stourm photographiés vers 1942.

Au cours de l'année 1941, la direction du parti charge Célestin Lainé et ses bras-droit de la Lu Brezhon d'assurer l'instruction militaire des « groupes de combat » du PNB, les Bagadoù Stourm, placée sous la direction de Yann Goulet. 
Selon Ronan Caouissin, les Bagadou stourm auraient brièvement pris le nom Strolladou Stourm en 1941 pour que les initiales forment le sigle SS, ceci pour faire plaisir à Célestin Lainé.
Yann Goulet et son adjoint Alan Louarn avaient une autorisation de port d'arme délivrée par les Allemands ainsi qu'un permis de circuler dans les zones interdites de la côte.

### Combats
Un bref incident oppose certains membres des Bagadoù à la population de Landivisiau. Kristian Hamon relate que, le 7 août 1943, « lors de son interrogatoire, Alan Louarn reconnaît avoir dirigé le groupe de jeunes miliciens, mais nie avoir foncé sur la foule ». Ils agissent avec des « barres de fer », et « revolver », au « pas de l'oie » ; « ils ont arrêté deux artistes peintres parisiens et les ont conduits à leur camp sous la menace d’un poignard ». Pour finir, « le nommé Jean Goulet, autonomiste arrêté avant-hier a été remis en liberté hier soir sur ordre de la police allemande de Brest ». 

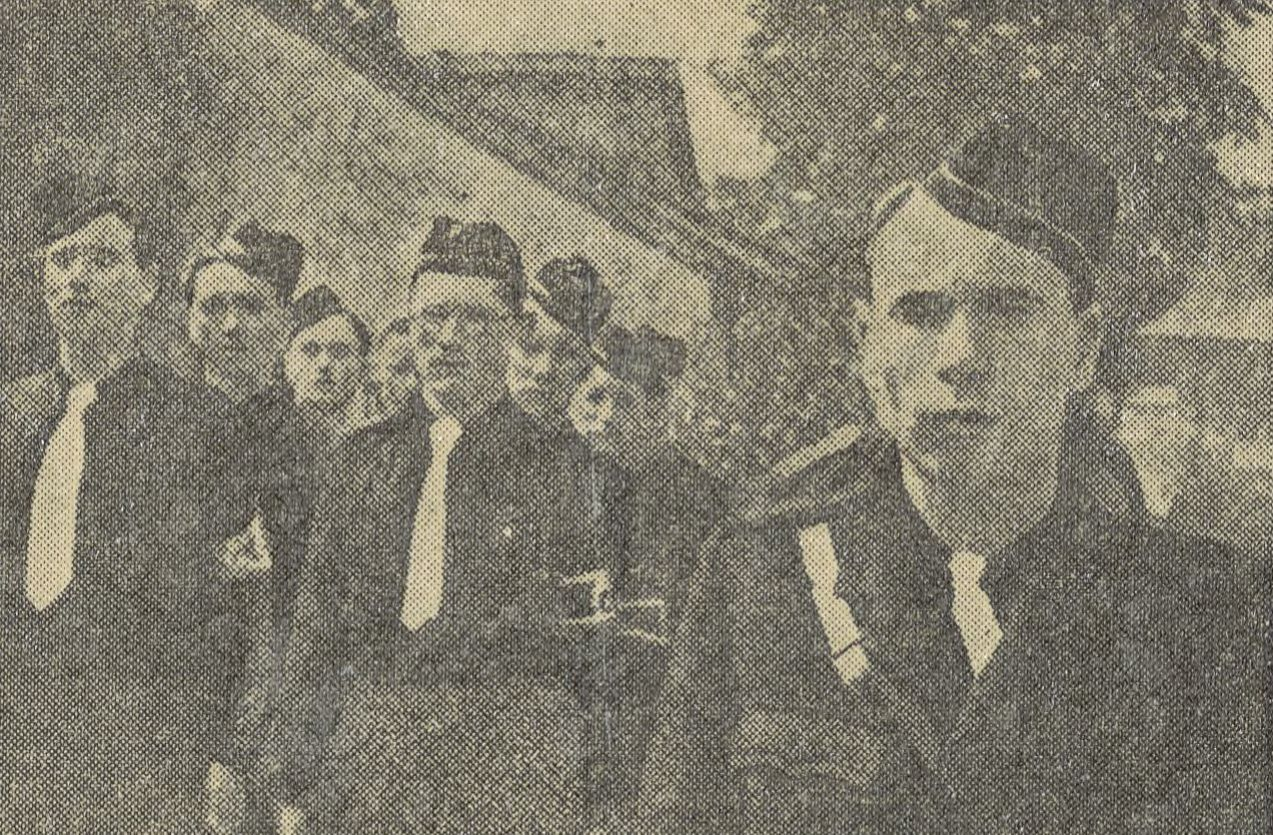
Yann Goulet (à droite) dans le Bagadoù stourm.

Il est question, dans le livre d'Henri Fréville, de manœuvres des Bagadoù Stourm (groupes de combats) le 7 août 1943, qui se terminent à Scrignac. L'abbé Perrot avait donné l'hospitalité aux jeunes des Bagadoù Stourm qui manœuvraient dans le Finistère et dont les deux chefs, Yann Goulet et Yann L'Haridon, avaient été arrêtés par la police française et relâchés par les Allemands.
En août, six membres du groupe Liberté participent au camp d'été des Bagadoù Stourm à Saint-Herbot, dans les Monts d'Arrée. Contrairement à ce qu'avance Kristian Hamon, il est relaté que Yann Goulet, le responsable du stage, est arrêté par les Allemands et emprisonné jusqu'en octobre pour avoir affronté la police de Vichy et intercepté un policier qui espionnait le camp. Il est avancé que l'arrestation prétendue de Yann Goulet par les Allemands et sa détention consécutive, jusqu'en octobre 1943, avec une grève de la faim, aurait fait basculer une partie des BS nazairiens vers la Résistance active. Ils auraient donc ainsi rompu avec la branche dissidente collaborationniste issue du PNB qui éclate en plusieurs courants entre septembre et décembre 1943, la majorité étant engagée dans la neutralité ou une opposition modérée à Vichy,,.

### Désertions
Jean Chauvel de Guenrouet, Paul Le Magueur — membres des Bagadoù Stourm — fondent le groupe Liberté et sont déportés à Buchenwald,,.
Le 9 octobre 1941, des membres des Bagadou Stourm, dont « Alain Guerduel » (un pseudonyme) et Robert Le Helloco, parviennent à infiltrer le réseau de résistance FFI Gallais à Fougères : huit résistants bretons : René Gallais, Raymond Loizance, Marcel Pitois, Antoine Ferez, Louis Richer, François Lebosse, Jules Rochelle, et Jules Frémont sont arrêtés ; ils furent décapités le 21 septembre 1943 à Munich.

### Après-guerre
Yann Goulet est condamné à mort par contumace en 1947. Il passe le reste de sa vie en Irlande.